# Letizia Paternoster
Letizia Paternoster (* 22. Juli 1999 in Cles) ist eine italienische Radsportlerin, die Rennen auf Bahn und Straße bestreitet.

## Sportliche Laufbahn
Im Juni 2016 entschied Letizia Paternoster eine Etappe des Albstadt-Frauen-Etappenrennens in der Kategorie Juniorinnen für sich. Im Juli wurde sie im italienischen Montichiari dreifache Junioren-Europameisterin in den Bahn-Wettbewerben Punktefahren, Scratch sowie mit Elisa Balsamo, Martina Stefani und Chiara Consonni in der Mannschaftsverfolgung. Nur wenige Tage später errang sie auf der Radrennbahn des Centre Mondial du Cyclisme (World Cycling Center) im schweizerischen Aigle zwei Junioren-Weltmeistertitel, im Punktefahren sowie ebenfalls gemeinsam mit Balsamo, Stefani und Consonni in der Mannschaftsverfolgung. Bei den Straßenradsport-Weltmeisterschaften 2016 in Doha belegte sie im Straßenrennen der Juniorinnen Platz fünf.
Im Jahr darauf wurde Paternoster zweifache italienische Junioren-Meisterin auf der Straße, im Straßenrennen und im Einzelzeitfahren. Wenige Wochen später holte sie bei den Bahnradsport-Europameisterschaften der Junioren/U23 2017 in Sangalhos in Portugal fünf Titel in den Ausdauerdisziplinen Einerverfolgung, Ausscheidungsfahren, Omnium, Mannschaftsverfolgung (mit Chiara Consonni, Martina Fidanza und Vittoria Guazzini) sowie gemeinsam mit Consonni im erstmals von Juniorinnen ausgetragenen Zweier-Mannschaftsfahren. Zudem stellte sie am 20. Juli 2017 mit 2:20,92 min einen neuen Juniorinnen-Weltrekord in der Einerverfolgung auf. Damit war sie die überragende Athletin bei diesen Europameisterschaften.
Wenige Wochen später errang sie bei den Junioren-Europameisterschaften auf der Straße eine Silbermedaille im Einzelzeitfahren sowie eine bronzene im Straßenrennen. Bei den Bahneuropameisterschaften im selben Jahr in Berlin wurde sie (mit Elisa Balsamo, Tatiana Guderzo und Silvia Valsecchi) Europameisterin in der Mannschaftsverfolgung. Bei den Bahnradsport-Weltmeisterschaften 2018 in Apeldoorn errang Letizia Paternoster gemeinsam mit Maria Giulia Confalonieri jeweils die Bronzemedaille im Zweier-Mannschaftsfahren sowie in der Mannschaftsverfolgung und damit ihre ersten WM-Medaillen in der Elite. In Italien wurden die Erfolge von Letizia Paternoster und ihren ebenfalls erfolgreichen Teamkolleginnen mit Begeisterung aufgenommen. Paternoster wurde als „Königin von Anadia“ und „Star“ eines „weiblichen Kindergartens“ bezeichnet, die mit Sicherheit eine großartige „Campionissima“ werde.
Beim dritten Lauf des Bahnrad-Weltcups 2018/19 in Berlin stürzte Paternoster am 2. Dezember 2018 während des Zweier-Mannschaftsfahrens und blieb zunächst bewusstlos auf der Bahn liegen. Sie erlitt eine Gehirnerschütterung und Rippenprellungen und konnte nach kurzer Zeit das Krankenhaus wieder verlassen. Schon im Januar 2019 kehrte sie auf die Bahn zurück und errang mit Elisa Balsamo, Martina Alzini und Marta Cavalli Gold beim Lauf des Bahnrad-Weltcups in Hongkong in der Mannschaftsverfolgung, nachdem sie bei der Tour Down Under eine Etappe gewonnen hatte.
Bei den Weltmeisterschaften 2019 errang sie die Silbermedaille im Omnium, bei den Europaspielen Gold in der Mannschaftsverfolgung (mit  Balsamo, Alzini und Cavalli). Bei den U23-Bahneuropameisterschaften errang sie drei Titel, im Ausscheidungsfahren, in der Mannschaftsverfolgung und im Zweier-Mannschaftsfahren (mit Elisa Balsamo). Eine weitere Bronzemedaille gewann sie bei den Europameisterschaften der Elite in der Mannschaftsverfolgung. Im November 2019 wurde sie in Arco während es Straßentrainings von einem Auto angefahren, brach sich ein Handgelenk und verlor einen Vorderzahn.
Bei den Bahnradsport-Weltmeisterschaften 2020 in Berlin wurde Letizia Paternoster zu Beginn des Jahres Zweite im Omnium hinter der Japanerin Yūmi Kajihara. Im Zweier-Mannschaftsfahren (Madison) belegte sie mit Elisa Balsamo den dritten Rang. 2021 wurde sie Weltmeisterin im Ausscheidungsfahren und errang Silber in der Mannschaftsverfolgung (mit Martina Alzini, Chiara Consonni, Martina Fidanza und Elisa Balsamo). Bei den Bahnradsport-Europameisterschaften 2022 ging sie im Ausscheidungsfahren an den Start, wurde aber nach wenigen Runden in einen Sturz verwickelt. Dabei zog sie sich eine Gehirnerschütterung und einen Schlüsselbeinbruch zu. 2022 gewann sie die Einerverfolgung beim Lauf des Nations Cup in Cali. Im Jahr darauf gewann der italienische Vierer mit Paternoster Silber bei den 
Bahneuropameisterschaften in der Mannschaftsverfolgung (mit Balsamo, Fidanza,  Guazzini und Alzini).

## Auszeichnungen
- 2017 wurde Letizia Paternoster von den Europäischen Olympischen Komitees mit dem Piotr-Nurowski-Preis für den besten Nachwuchssportler ausgezeichnet.[6][7]

## Privates
Paternoster besitzt sowohl die italienische wie auch die australische Staatsbürgerschaft. Ihr in Australien aufgewachsener Vater ist der Sohn einer australischen Mutter und eines italienischen Vaters. Auf einer Reise nach Italien lernte er Letizia Paternosters Mutter kennen.  Paternoster hat einen älteren Bruder, dem sie in den Radsport folgte, der selbst aber dann Rugbyspieler wurde. Sie ist liiert mit dem Volleyballspieler Alessandro Graziani (Stand 2021).
Ihre Verwandtschaft lebt in Australien und in den USA, darunter befindet sich der Schauspieler Peter Facinelli.
Als Jugendliche wurde sie von ihren Freunden in Anlehnung an die niederländische Radsportlerin Marianne Vos MiniVos genannt. Während ihre Mutter wollte, dass sie sich für Tanz interessiere, fällte Letizia die Entscheidung zwischen Radsport und Fußball. Der ehemalige Radrennfahrer Maurizio Fondriest, ein Freund ihres Vaters, nahm sie in seinen Verein  Cristoforetti Fondriest Anaune auf.

## Erfolge

### Bahn
2016
- Junioren-Weltmeisterin – Punktefahren, Mannschaftsverfolgung (mit Elisa Balsamo, Martina Stefani und Chiara Consonni)
- Junioren-Europameisterin – Punktefahren, Scratch, Mannschaftsverfolgung (mit Elisa Balsamo, Martina Stefani und Chiara Consonni)
- Italienische Junioren-Meisterin – Scratch

2017
- Junioren-Weltmeisterin – Mannschaftsverfolgung (mit Martina Fidanza, Vittoria Guazzini und Chiara Consonni)
- Europameisterin – Mannschaftsverfolgung (mit Elisa Balsamo, Tatiana Guderzo und Silvia Valsecchi)
- Junioren-Europameisterin – Omnium, Einerverfolgung, Ausscheidungsfahren, Zweier-Mannschaftsfahren (mit Chiara Consonni), Mannschaftsverfolgung (mit Chiara Consonni, Martina Fidanza und Vittoria Guazzini)

2018
- Weltmeisterschaft – Zweier-Mannschaftsfahren (mit Maria Giulia Confalonieri), Mannschaftsverfolgung (mit Tatiana Guderzo, Elisa Balsamo und Silvia Valsecchi)
- Weltcup in Minsk – Zweier-Mannschaftsfahren (mit Maria Giulia Confalonieri)
- Europameisterschaft – Mannschaftsverfolgung (mit Silvia Valsecchi, Marta Cavalli und Elisa Balsamo)
- Europameisterschaft – Omnium
- U23-Europameisterin – Ausscheidungsfahren, Omnium, Mannschaftsverfolgung (mit Martina Alzini, Elisa Balsamo und Marta Cavalli)
- Europameisterschaft (U23) – Zweier-Mannschaftsfahren (mit Elisa Balsamo)

2019
- Bahnrad-Weltcup in Hongkong – Mannschaftsverfolgung (mit Elisa Balsamo, Martina Alzini und Marta Cavalli)
- Weltmeisterschaft – Omnium
- Europaspielesiegerin – Mannschaftsverfolgung (mit Elisa Balsamo, Martina Alzini und Marta Cavalli)
- U23-Europameisterin – Ausscheidungsfahren, Mannschaftsverfolgung (mit Marta Cavalli, Elisa Balsamo und Vittoria Guazzini), Zweier-Mannschaftsfahren (mit Elisa Balsamo)
- Europameisterschaft – Mannschaftsverfolgung (mit Marta Cavalli, Elisa Balsamo, Martina Alzini und Vittoria Guazzini)

2020
- Weltmeisterschaft – Omnium

2021
- Weltmeisterin – Ausscheidungsfahren
- Weltmeisterschaft – Mannschaftsverfolgung (mit Martina Alzini, Chiara Consonni, Martina Fidanza und Elisa Balsamo)

2022
- Nations Cup in Cali – Einerverfolgung

2023
- Europameisterschaft – Mannschaftsverfolgung (mit Elisa Balsamo, Martina Fidanza,  Vittoria Guazzini und Martina Alzini)
- Italienische Meisterin – Einerverfolgung

2024
- Europameisterin – Mannschaftsverfolgung (mit Elisa Balsamo, Martina Fidanza und Vittoria Guazzini)
- Weltmeisterschaft – Mannschaftsverfolgung (mit Martina Alzini, Martina Fidanza, Vittoria Guazzini und Martina Fidanza)

### Straße
2016
- eine Etappe Albstadt-Frauen-Etappenrennen (Juniorinnen)

2017
- Junioren-Europameisterschaft – Zeitfahren
- Junioren-Europameisterschaft – Straßenrennen
- Italienische Junioren-Meisterin – Straßenrennen, Zeitfahren

2018
- Gran Premio della Liberazione
- Gesamtwertung, Punktewertung, Nachwuchswertung und eine Etappe Festival Elsy Jacobs
- U23-Europameisterschaft – Straßenrennen

2019
- eine Etappe Santos Women’s Tour
- U23-Europameisterin – Straßenrennen

2024
- Tour de Gatineau